# Amrullah Saleh
Amrullah Saleh (dari: امرالله صالح [amrʊlˈlɒːh sɒːˈleː(h)]), född 15 oktober 1972 i Panjshir i Afghanistan, är en afghansk politiker av tadzjikisk etnicitet som sedan den 17 augusti 2021 hävdade presidentens befogenheter som Afghanistans tillförordnad president efter att tidigare presidenten Ashraf Ghani gått i landsflykt i samband med att Kabul intagits av talibanerna. Han var tidigare Afghanistans vice president från 19 februari 2020 till 16 augusti 2021. Efter talibanernas maktövertagande flydde han den 17 augusti till Panjshirdalen tillsammans med Ahmad Massoud, Bismillah Khan Mohammadi,  i provinsen Panjshir som hölls av styrkor trogna den tidigare regeringen. Han uppges sedan ha sökt sin tillflykt i Tadzjikistan i september samma år.